# Armour (Dacota do Sul)
Armour é uma cidade localizada no estado norte-americano de Dakota do Sul, no Condado de Douglas.

## Demografia
Segundo o censo norte-americano de 2000, a sua população era de 782 habitantes. 
Em 2006, foi estimada uma população de 703, um decréscimo de 79 (-10.1%).

## Geografia
De acordo com o United States Census Bureau tem uma área de 
2,4 km², dos quais 2,4 km² cobertos por terra e 0,0 km² cobertos por água. Armour localiza-se a aproximadamente 466 m acima do nível do mar.

## Localidades na vizinhança
O diagrama seguinte representa as localidades num raio de 24 km ao redor de Armour. 